# El desconegut

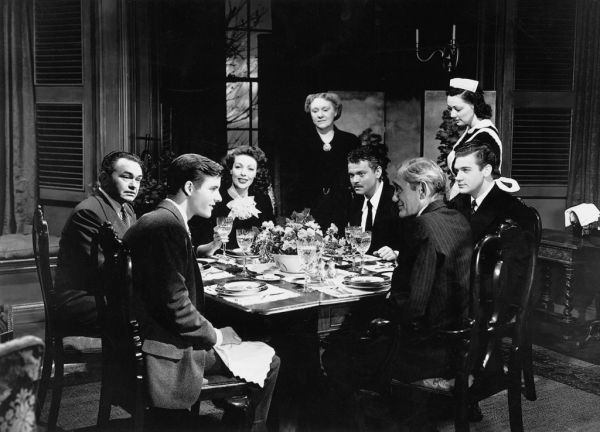
D'esquerra a dreta: Edward G. Robinson, Richard Long, Loretta Young, Martha Wentworth, Orson Welles, Philip Merivale, Byron Keith i un no identificat

El desconegut (títol original en anglès: The Stranger) és una pel·lícula de la RKO dirigida per Orson Welles, estrenada el 1946. Ha estat doblada al català.

## Argument
Poc després la Segona Guerra Mundial, l'inspector Wilson acorrala els criminals de guerra alemanys. En la seva recerca, coneix Franz Kindler que ha emigrat als Estats Units per refer la seva vida. Sota el nom de Charles Rankin, s'ha convertit en un professor estimat i apreciat d'una petita ciutat de la Nova Anglaterra, i es prepara per casar-se amb Mary Longstreet, la filla del jutge. Però Franz Kindler és un dels cervells dels camps d'extermini nazis, que ha aconseguit fugir sense deixar pistes. Seguint la pista d'un antic camarada de Kindler, Wilson arriba a (Connecticut), on és assassinat abans de poder identificar el fugitiu. L'única pista que li queda és la fascinació del criminal nazi pels rellotges antics.

## Repartiment
- Orson Welles: Franz Kindler àlias Charles Rankin
- Loretta Young: Mary Longstreet
- Edward G. Robinson: l'inspector Wilson
- Konstantin Shayne: Konrad Merinke
- Philip Merivale: el jutge Longstreet
- Richard Long: Noah Longstreet
- Martha Wentworth: Sara
- Byron Keith: El Doctor Jeffrey (Jeff) Lawrence
- Billy House: M. Potter

## Al voltant de la pel·lícula[calcitació]
- Orson Welles va acabar el rodatge de la pel·lícula amb deu dies abans de la data prevista.
- John Huston, coautor del guió, no surt als crèdits.
- Welles la considerava com la seva pitjor pel·lícula: «No hi ha res de mi a ‘‘El desconegut‘‘ (...). L'he rodada per ensenyar a la indústria que podia rodar una pel·lícula estàndard de Hollywood, en els límits del temps i del pressupost, i ser tan bon realitzador com qualsevol d'altre. » (Orson Welles citat per Frank Brady).

## Premis i nominacions

### Nominacions[4]
- 1946: Oscar al millor guió adaptat per Victor Trivas
- 1947: Lleó d'or al Festival de Venècia